# Vossloh G 2000 BB
Die G 2000 BB war die stärkste dieselhydraulische Lokomotive der Vossloh Locomotives GmbH und wurde von 2000 bis 2010 gebaut. Ihre Achsfolge ist B’B’, sie hat eine Leistung von bis zu 2700 kW und erreicht je nach Motorisierung eine maximale Geschwindigkeit von bis zu 140 km/h. Je nach Ausrüstungsvariante bringt sie es auf eine Dienstmasse von 84 t bis 90 t, dabei erreicht sie eine Anfahrzugkraft von 283 kN bei 87,3 t. Das Tankvolumen beträgt 5000 l.

## Ausführungen
Zugelassen ist die G 2000 BB je nach Ausführung in Deutschland, Italien, den Niederlanden, Belgien, Frankreich, Schweden, Dänemark, Schweiz und Polen. Im Deutschen Fahrzeugeinstellungsregister sind die Baureihennummern 92 80 1253, 1272 (G 2000-3) und 1273 (G 2000-1) vergeben worden. 
Von der Lok gibt es insgesamt fünf Varianten:
- G 2000(-1) BB: asymmetrisches Führerhaus, 2240 kW (21 Stück)
- G 2000-2 BB: symmetrisches Führerhaus, 2240 kW, für Italien (30 Stück)
- G 2000-3 BB: symmetrisches Führerhaus, 2240 kW, für Deutschland (48 Stück)
- G 2000-4 BB: symmetrisches Führerhaus, 2700 kW (1 Stück)
- G 2000-5 BB: symmetrisches Führerhaus, 2700 kW, für Skandinavien (1 Stück)

War das breitere Führerhaus zunächst nur für die italienische Ausführung wegen des dort vorgeschriebenen Beimannes und der dort üblichen Linkssteuerung gedacht, wurde es auch bei der dritten Version für den Verkehr in Deutschland, den Niederlanden, Belgien und Frankreich beibehalten, allerdings mit Steuerplatz auf der rechten Seite. Bei der ersten Serie befindet sich der Steuerplatz in der Mitte.

## Einsatz

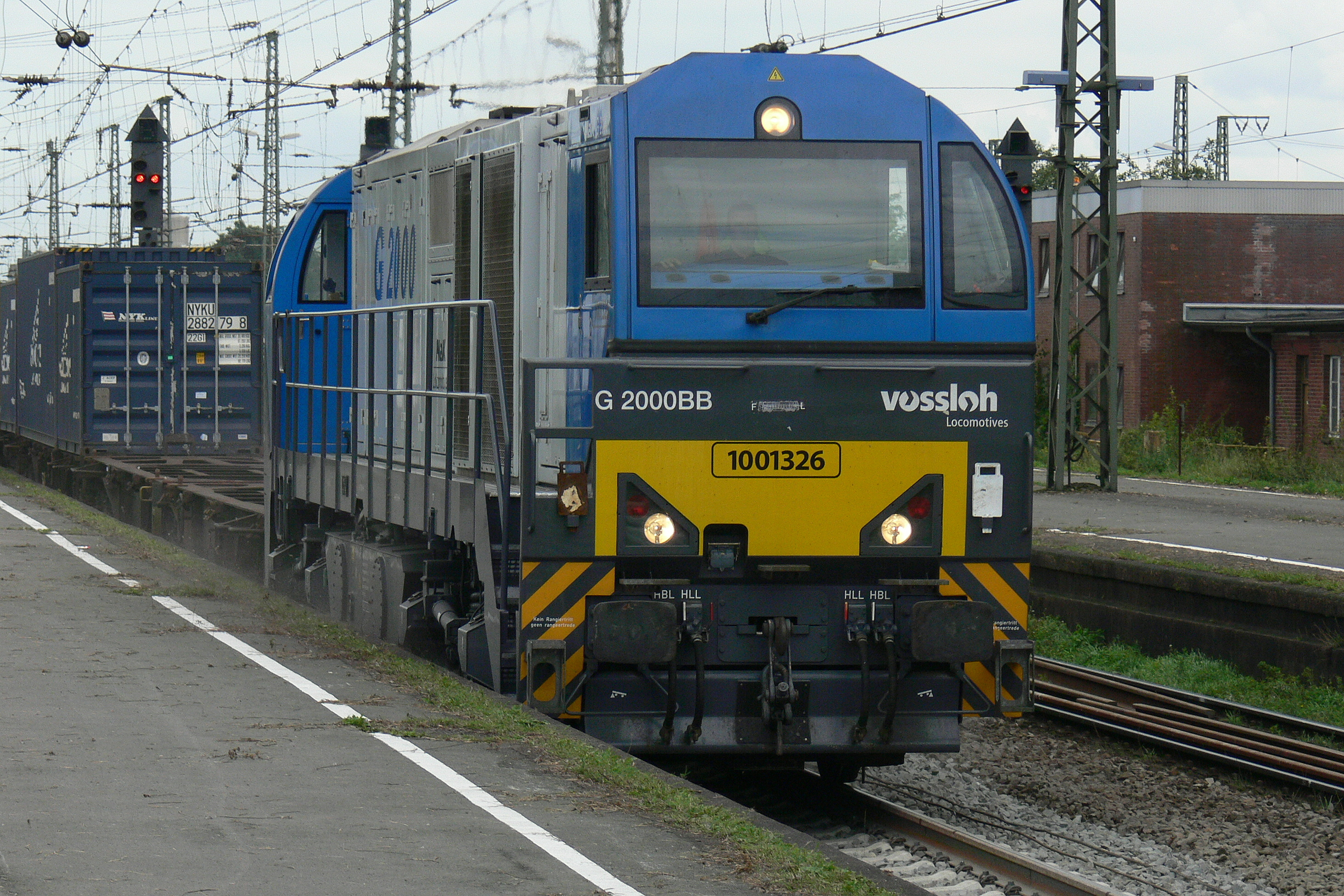
G 2000-1 BB (asymmetrisches Führerhaus) der Angel Trains Cargo

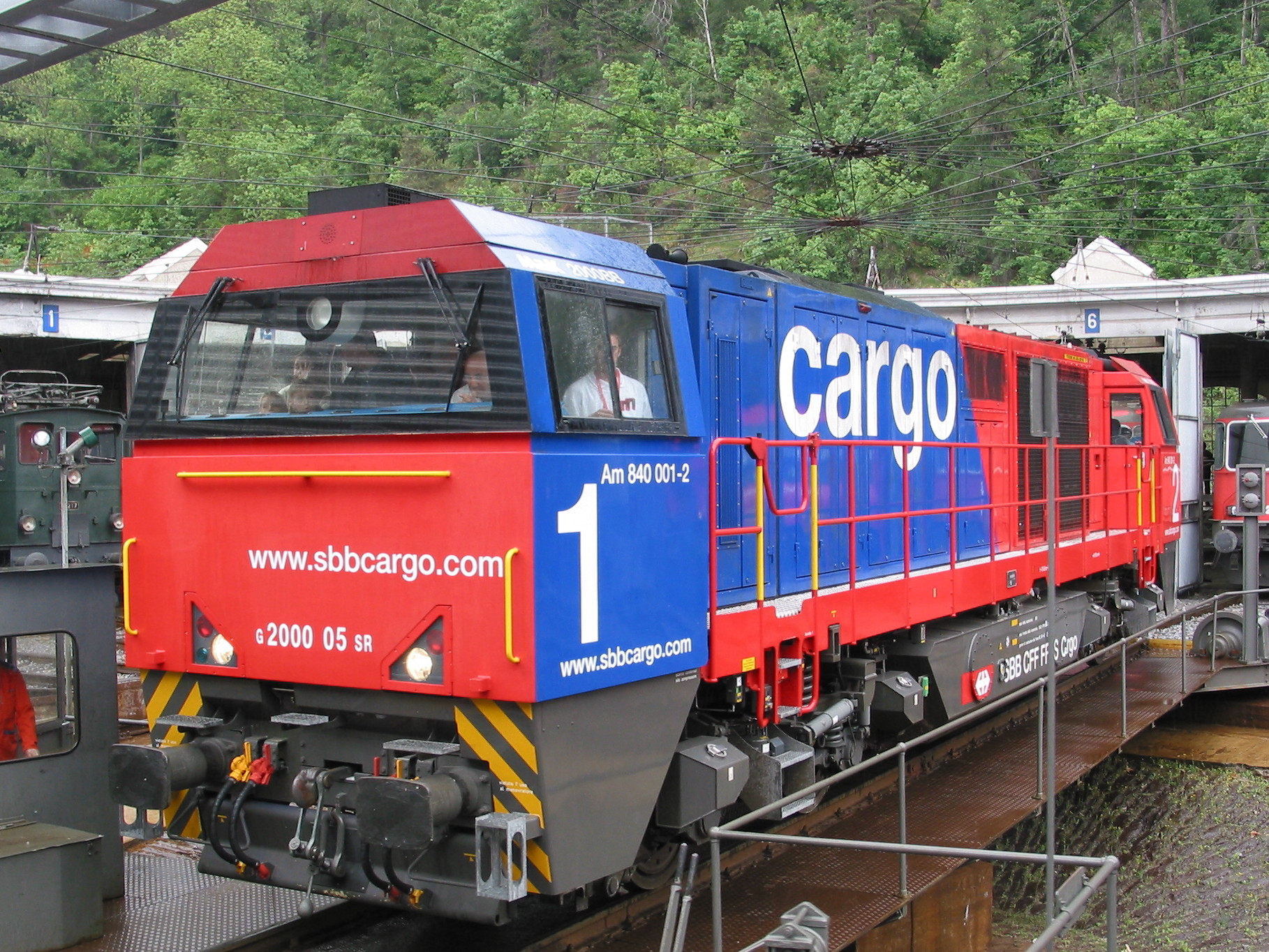
G 2000-2 BB (symmetrisches Führerhaus) SBB Cargo Am 840 001

Die meisten Lokomotiven befinden sich im Bestand von Leasingunternehmen, die diese lang- oder kurzfristig vermieten. Auch Staatsbahnen wie DB, SBB, SNCB gehörten zu den Mietern. Die Loks wurden unter anderem in Italien von SBB Cargo (Eigentum: drei Loks als Baureihe Am 840, im September 2013 an das Gleisbauunternehmen Scheuchzer verkauft) und einer Tochtergesellschaft von DB Cargo Deutschland (Eigentum: eine Lok des Subtypes 2) sowie in den Niederlanden von Rail4chem (zwei Typ 1, acht Typ 3) eingesetzt. Einige Exemplare werden von der Häfen und Güterverkehr Köln genutzt. Insbesondere in Norditalien und dem Ruhrgebiet finden sich die Loks zudem bei diversen kleineren Privatbahnen.
Die Loks des Lokvermieters MRCE sind vollständig in Schwarz mit einem weißen Kontrastbalken auf der Front lackiert. Die Lok 21 der Westfälischen Landeseisenbahn (WLE) trägt eine Ganzwerbung für Warsteiner.
Insgesamt gibt es 99 Loks der Typen 1–3 und je eine Lok der Typen 4 und 5.

### Hector Rail
Der Prototyp der G 2000-5 (941.001, „Morricone“) wurde 2006 an die schwedische Bahngesellschaft Hector Rail verkauft, 2008 die G 2000-4 (941.102, „Leone“) ebenfalls.

## Konstruktive Merkmale
Die Lokomotiven haben einen tragenden Rahmen mit angesetzten Frontschilden als Kollisionsschutz. An beiden Seiten gibt es einen Endführerstand, entweder asymmetrisch, mit einem leicht gewendelten Einstieg (Typ 1) oder über die ganze Fahrzeugbreite. Zum Ende ist der Führerraum leicht eingezogen, auch ab Fensterunterkante wird er nach oben etwas schmaler. Der Zugang zum Führerstand erfolgt von hinten über den Umlauf. Der modular aufgebaute Maschinenraum geht nicht über die ganze Breite, so dass es auf beiden Seiten Platz für einen Umlauf mit Geländer gibt. Es gibt fünf Module: Elektronik und Batterien, Kühlanlage mit seitlichen Kühlblöcken, Verbrennungsluftfilter (über dem Getriebe), Motor mit Abgasschalldämpfer und die Druckluftanlage. Im Bereich der beiden Kühlertürme befinden sich an der Seite und im Dach große Lüftungsgitter, unter dem Dach mit Lüftungsrotoren. Die Lok hält das niedrige Umgrenzungsprofil UIC 505-1 ein. Als Drehgestelle werden zweiachsige Flexicoil-Drehgestelle mit Radsatzlenkern verwendet, wie sie auch in den anderen Typen der „vierten Generation“ von Vossloh verwendet werden. Als Motor kommt in der Regel ein Viertakt-Motor Caterpillar 3516 B-HD mit 2240 Kilowatt zum Einbau. Aufgrund der hohen Leistung ist ein Einbau eines Turbowendegetriebes nicht möglich, so kommt ein hydraulisches Voith-Getriebe L 620 reU2 mit nachgeschaltetem mechanischen Wendegetriebe zum Einsatz, das nur im Stillstand betätigt werden kann.